# 太陽節

金日成主席

太陽節（たいようせつ、朝: 태양절）は、朝鮮民主主義人民共和国の祝日の一つ。日付は4月15日。

## 概要
日本統治下の朝鮮半島と満州で抗日活動を行い、朝鮮民主主義人民共和国（北朝鮮）の建国指導者・初代最高指導者であった金日成主席の誕生日、1912年4月15日を祝うことを趣旨としている。「太陽」は北朝鮮国内において金日成主席を指す言葉でもある。
『父なる主席の革命生涯と不滅の業績を末永く輝かせるため』として、主席逝去3周年である1997年7月8日に朝鮮労働党中央委員会・朝鮮労働党中央軍事委員会・共和国国防委員会・共和国中央人民委員会・共和国政務院の5機関が共同の決定書を発表し、主体年号とともに制定された。太陽節当日は各地で盛大に祝賀関連行事が催され、人民には食糧などの特別配給が施される。太陽節の前後には国内外の芸術家が参加する芸術祭「4月の春親善芸術祝典」「4月の春人民芸術祝典」も開催される。
なお、2012年の太陽節で主席生誕100周年を迎えた。
例年、最高指導者（2024年時点の最高指導者は金正恩）が幹部らを率いて、祖父、父の遺体が安置されている錦繍山太陽宮殿に参拝することが恒例となっている。しかし2020年には参拝する姿が報道されなかったことから、国外では金正恩の健康不安説、重体説が流れた。
2024年から北朝鮮国内では太陽節を「4・15」、「4.15慶祝」「4月の名節」、「春の名節」などに読み変える動きが見られた。同年には、金日成の死亡30周忌を迎える哀悼週間を一週間から一日に短縮する指示もあり、韓国では先々代の足跡を少しずつ薄めていく作業をしているものと推測している。